# Internazionale Torino 1898
Questa voce raccoglie le informazioni riguardanti l'Internazionale Torino nelle competizioni ufficiali della stagione 1898.

## Stagione
Il 6 gennaio 1898 venne giocata una partita tra il Genoa contro una rappresentativa composta da calciatori dei due club torinesi, l'Internazionale Torino ed il Torinese, persa dai genovesi 1-0. Il 6 marzo venne giocata la rivincita, e questa volta la vittoria arrise ai genoani, che batterono la rappresentativa torinese per 1-0 grazie ad un gol di Shaffhauser. In aprile il club inaugurò il suo nuovo campo presso l'ippodromo della Barriera di Stupinigi. che ospitò 24 aprile un'amichevole preparatoria per il primo campionato italiano di calcio contro l'Internazionale Torino persa per 2-1.
La Federazione Italiana Football, l'8 maggio 1898, tramite il Torinese, organizza il primo campionato italiano ufficiale di calcio. Partecipano 3 squadre di Torino e il Genoa: il campo scelto per la disputa fu quello del Velodromo Umberto I. Al mattino, turno eliminatorio e nel pomeriggio la finale vinta dal Genoa dopo i tempi supplementari sull'Internazionale Torino.

## Divise
La maglia utilizzata per gli incontri di campionato era bianconera a strisce verticali.
| Manica sinistra · Manica sinistra · Maglietta · Maglietta · Manica destra · Manica destra · Pantaloncini · Calzettoni |

## Organigramma societario
Area direttiva
- Presidente:

Area tecnica
- Capitano/allenatore: Gordon Thomas Savage

## Rosa
| N. |                        | Ruolo | Calciatore       |
| -- | ---------------------- | ----- | ---------------- |
|    | Inghilterra (bandiera) | P     | George Beaton    |
|    | Inghilterra (bandiera) | D     | Edward Dobbie    |
|    | Inghilterra (bandiera) | D     | Herbert Kilpin   |
|    | Italia (bandiera)      | C     | Giuseppe Lubatti |
|    | Inghilterra (bandiera) | C     | Stevens          |
|    | Svizzera (bandiera)    | C     | Albert Weber     |

| N. |                        | Ruolo | Calciatore                      |
| -- | ---------------------- | ----- | ------------------------------- |
|    | Italia (bandiera)      | A     | Guido Beltrami                  |
|    | Italia (bandiera)      | A     | Edoardo Bosio                   |
|    | Inghilterra (bandiera) | A     | Samuel Richard Davies           |
|    | Inghilterra (bandiera) | A     | Gordon Thomas Savage (capitano) |
|    | Italia (bandiera)      | A     | Franz Södvitch                  |

## Calciomercato
| Acquisti | Acquisti             | Acquisti       | Acquisti   |
| R.       | Nome                 | da             | Modalità   |
| -------- | -------------------- | -------------- | ---------- |
| P        | George Beaton        | Torino FCC     | definitivo |
| D        | Edward Dobbie        | Torino FCC     | definitivo |
| D        | Herbert Kilpin       | Saint Andrew's | definitivo |
| C        | Albert Weber         | Torino FCC     | definitivo |
| A        | Guido Beltrami       | Torino FCC     | definitivo |
| A        | Edoardo Bosio        | Torino FCC     | definitivo |
| A        | Gordon Thomas Savage | Torino FCC     | definitivo |

| Cessioni | Cessioni   | Cessioni | Cessioni   |
| R.       | Nome       | a        | Modalità   |
| -------- | ---------- | -------- | ---------- |
| D        | Carlo Nasi | Torinese | definitivo |

## Risultati
I risultati degli incontri sono presi dal Corriere dello Sport – La Bicicletta di Milano dell'11 maggio 1898, la prima fonte diretta relativa al torneo.

### Campionato Italiano di Football

#### Semifinale
| Arbitro: | Jourdan (Torino) |

|         |           |   |
| Bosio ? | Marcatori | ? |

#### Finale
| Arbitro: | Jourdan (Torino) |

|       |           |                 |
| Bosio | Marcatori | Spensley Leaver |

## Statistiche

### Statistiche di squadra
| Competizione                    | Punti | In casa | In casa | In casa | In casa | In casa | In casa | In trasferta | In trasferta | In trasferta | In trasferta | In trasferta | In trasferta | Totale | Totale | Totale | Totale | Totale | Totale | DR |
| Competizione                    | Punti | G       | V       | N       | P       | Gf      | Gs      | G            | V            | N            | P            | Gf           | Gs           | G      | V      | N      | P      | Gf     | Gs     | DR |
| ------------------------------- | ----- | ------- | ------- | ------- | ------- | ------- | ------- | ------------ | ------------ | ------------ | ------------ | ------------ | ------------ | ------ | ------ | ------ | ------ | ------ | ------ | -- |
| Campionato Italiano di Football | 2     | 2       | 1       | 0       | 1       | 3       | 3       | 0            | 0            | 0            | 0            | 0            | 0            | 2      | 1      | 0      | 1      | 3      | 3      | 0  |

### Statistiche dei giocatori
| Giocatore    | Campionato Italiano di Football | Campionato Italiano di Football |
| Giocatore    | Presenze                        | Reti                            |
| ------------ | ------------------------------- | ------------------------------- |
| G. Beaton    | 2                               | -3                              |
| G. Beltrami  | 2                               | 0                               |
| E. Bosio     | 2                               | 2                               |
| S. R. Davies | 2                               | 0                               |
| E. Dobbie    | 2                               | 0                               |
| H. Kilpin    | 2                               | 0                               |
| G. Lubatti   | 2                               | 0                               |
| G. T. Savage | 2                               | 0                               |
| F. Södvitch  | 2                               | 0                               |
| A. Weber     | 2                               | 0                               |